# Stenodema
Genre
Synonymes
- Lobostethus Fieber, 1858[1]
- Neomiris Distant in Whymper, 1892[1]

Stenodema est un genre d'insectes hémiptères du sous-ordre des hétéroptères (punaises) de la famille des Miridae.

## Espèces rencontrées en Europe
- Stenodema (Brachystira) calcarata (Fallén 1807)
- Stenodema (Brachystira) pilosa (Jakovlev 1889)
- Stenodema (Brachystira) trispinosa Reuter 1904
- Stenodema (Stenodema) algoviensis Schmidt 1934
- Stenodema (Stenodema) holsata (Fabricius 1787)
- Stenodema (Stenodema) laevigata (Linnaeus 1758)
- Stenodema (Stenodema) sericans (Fieber 1861)
- Stenodema (Stenodema) turanica Reuter 1904
- Stenodema (Stenodema) virens (Linnaeus 1767)

## Liste d'espèces
Selon BioLib (15 janvier 2022) :
- Stenodema algoviensis Schmidt, 1934
- Stenodema alpestris Reuter, 1904
- Stenodema alticola Zheng, 1981
- Stenodema andina Carvalho, 1975
- Stenodema angustala Zheng, 1981
- Stenodema antennata Zheng, 1981
- Stenodema argentina Carvalho, 1975
- Stenodema brevinotum C.S. Lin, 1998
- Stenodema calcarata (Fallén, 1807)
- Stenodema chinensis (Reuter, 1904)
- Stenodema columbiensis (Carvalho, 1985)
- Stenodema crassipes Kiritshenko, 1931
- Stenodema curticollis (A. Costa, 1852)
- Stenodema curva Nonnaizab & Qi, 1996
- Stenodema daliensis Zheng, 1992
- Stenodema deserta Nonnaizab & Jorigtoo, 1994
- Stenodema dohrni (Stål, 1859)
- Stenodema dorsalis Say, 1832
- Stenodema elegans Reuter, 1904
- Stenodema falki Bliven, 1958
- Stenodema fritzi Carvalho & Carpintero, 1990
- Stenodema golbachi Carvalho & Carpintero, 1990
- Stenodema guaraniana Carvalho, 1975
- Stenodema guentheri Heiss & J. Ribes, 2007
- Stenodema holsata (Fabricius, 1787)
- Stenodema hsiaoi L.Y. Zheng, 1981
- Stenodema imperii Bliven, 1958
- Stenodema insuavis (Stål, 1860)
- Stenodema javanicum Poppius, 1914
- Stenodema khenteica Muminov, 1989
- Stenodema laevigata (Linnaeus, 1758)
- Stenodema laolaonsis (Carvalho, 1985)
- Stenodema longicollis Poppius, 1915
- Stenodema longicuneatus (Carvalho & Rosas, 1966)
- Stenodema longula L.Y. Zheng, 1981
- Stenodema mongolica Nonnaizab & Jorigtoo, 1994
- Stenodema nigricallum Zheng, 1981
- Stenodema noaensis Carvalho & Carpintero, 1990
- Stenodema panamensis (Distant, 1893)
- Stenodema parvula Zheng, 1981
- Stenodema pilosa (Jakovlev, 1889)
- Stenodema pilosipes Kelton, 1961
- Stenodema plebeja Reuter, 1904
- Stenodema praecelsa (Distant, 1891)
- Stenodema qinlingensis Tang, 1994
- Stenodema rubrinervis Horváth, 1905
- Stenodema sequoiae Bliven, 1955
- Stenodema sericans (Fieber, 1861)
- Stenodema sibirica Bergroth, 1914
- Stenodema tibetum Zheng, 1981
- Stenodema trispinosa Reuter, 1904
- Stenodema turanica Reuter, 1904
- Stenodema vicinus Provancher, 1872
- Stenodema virens (Linnaeus, 1767)